# Бархатница ютта
Бархатница ютта или Энеида болотная, или Сатир тундровый, или Энеида ютта (лат. Oeneis jutta) — дневная бабочка семейства Бархатницы.

## Этимология латинского названия
Ютта — уменьшительное от библейского имени «Юдифь».

## Описание
Длина переднего крыла 23—32 мм. Размах крыльев 45—60 мм. Крылья сверху бурые, на внешнем поле сверху чёрные глазки-точки в желтоватых ободках, которые иногда расплываются и сливаются, на передних крыльях три — четыре глазка, на задних — 1—2 или их нет совсем. В ячейке M2—M3 глазок отсутствует, редко здесь находится небольшая точка. Снизу задние крылья сероватые, с коричневатой фигурной контрастной перевязью в средней части, с выступом в средней части. Перевязь заметна иззубрена с внешней стороны. Внешнее поле крыльев сильно запылено тёмными (коричневатыми) чешуйками.
- Oeneis jutta jutta  ♂
- Oeneis jutta jutta ♂  △

У самцов на передних крыльях имеется скопление чёрных андрокониальных чешуек вдоль центральной ячейки, иногда, у ярко окрашенных экземпляров, эти чешуйки мало заметны среди других на крыле. У самок чёрные глазки крупнее, обычно не менее 3 мм, часто несколько продолговатые.

## Ареал
Лесотундра и лесная зона Евразии, Полярный, Приполярный, Северный и Средний Урал, горы Сибири и Дальнего Востока, Сахалин, Монголия, Китай, Корея, Северная Америка.
Распространение в Восточной Европе — вид обитает по северу региона от Финляндии до Северного и Полярного Урала. Встречается в Новгородской, Архангельской областях, Устюжинском районе Вологодской области, республике Коми. На Кольском полуострове очень локален, достоверно известен у станции Имандра. Очень локально проникает данный вид и в среднюю полосу, где встречается на северо-западе Польши (Августовская Пуща), в ряде мест по всей Беларуси, в Костромской и Московской областях и в Центральной России. В Нижегородской области вид найден в окрестностях Ветлуги. На Уральском хребте на юг вид обитает вплоть до горы Иремель в Башкортостане. В 2003 году вид найден в Житомирской области, а в 2005 году в Ровенской области Украины, (на северо-востоке Ровенской области).
В Московской области России и Житомирской области Украины вид является стенотопным, ежегодно малочисленным видом, находящимся на южной окраине ареала.

## Местообитания
В зоне тундр вид встречается в ерниковых тундрах. В лесотундре населяет хвойные заболоченные редколесья. На Северном Урале вид встречается в горно-тундровом поясе среди травянистых ерников. В тайге заселяет редкостойные заболоченные хвойные редколесья, олиготрофные болота с пушицей. В Прибалтике, Польше, Беларуси, Украине и Центральной России вид является стенотопным обитателем верховых пушице-сфагновых болот. На старых подсыхающих болотах с более мощно развитым моховым слоем не встречается, несмотря на сходство растительного покрова. По наблюдениям в Сергиево-Посадском районе Московской области, бабочки избегают открытых пространств, встречаются на участке олиготрофного болота, сильно заросшем низкорослой сосной.
Населяет также редкостойные, заболоченные леса, включая лиственничники, верховые болота, рямы в лесостепи Западной Сибири. Встречается локально и довольно редко.

## Биология
Яйца кремовые, в форме напёрстка, с продольными рёбрышками; откладываются у куртинок кормовых растений.
Гусеница последнего возраста сигарообразная, 35—38 мм длиной, бледно-охристо-коричневая, с продольными тёмно-коричневыми полосками. Последний сегмент раздвоен. Кормовые растения гусениц: осоки, злаки и ситниковые.
Куколка округлая, зеленовато-жёлтая или песочная, в чёрных крапинках и с полосками на крыловых зачатках. Свободно лежит на земле. Развитие за два года. Зимует дважды гусеница.
Лёт в июне — июле, на севере в основном в июле
.

## Замечания по охране
В Красной книге Международного союза охраны природы (МСОП) вид имеет 4 категорию охраны (LR (NT) - таксон, не находящийся под угрозой исчезновения, но близкий к нему, имеющий неблагоприятные тенденции на окружающих территориях или зависимый от осуществляемых мер охраны).
Занесена в Красную книгу Республики Беларусь (3 категория).